# Smokin' (Humble Pie)
Smokin è il quinto album degli Humble Pie, pubblicato dalla Immediate Records nel novembre del 1971.
È stata la svolta internazionale della band, raggiungendo il numero 6 nella classifica degli album di Billboard 200 degli Stati Uniti e raggiungendo il numero 20 nel Regno Unito e il numero 9 in Australia.

## Tracce
1. Hot'N'Nasty – 3:22
2. The Fixer – 5:00
3. You Are So Good To Me – 3:53
4. C'Mon Everybody – 5:11
5. Old Time Feeling – 2:54
6. 30 Days in the Hole – 3:58
7. Road Runner – 3:42
8. I Wonder – 8:53

## Formazione

### Formazione attuale
- Steve Marriott – voce, chitarra
- Clem Clempson – chitarra
- Greg Ridley – basso
- Jerry Shirley – batteria

### Ospiti
- Alexis Korner – voce
- Stephen Stills – cori in "Hot 'n' Nasty"
- Doris Troy –  cori in "You're So Good for Me"
- Madeline Bell – cori in "You're So Good for Me"